# Mercedes-Benz Classe SLK (Type 170)
La Mercedes-Benz R 170 est un roadster biplace de la Classe SLK de Mercedes-Benz, qui a été produite de l’automne 1996 jusqu’à début 2004. C’était le premier cabriolet depuis longtemps à être équipé d’un toit pliant en acier fixe. Ce toit repliable en acier, également appelé toit rigide escamotable ou toit vario, disparaît complètement et automatiquement dans le coffre du véhicule.
Parce qu’il est en acier, il combine les avantages d’un toit rigide et la flexibilité d’un toit pliant. Cela fait de la SLK à la fois un roadster et un coupé. Sur la gamme de modèles R 170, le toit escamotable se déplie du coffre en 25 secondes. Avec le toit ouvert, cela réduit le coffre de 348 à 145 litres. Le fabricant du toit rigide est Car Top Systems.
Au total, 311 222 R 170 ont été construites, ce qui en fait le roadster le plus vendu en Allemagne devant la Mazda MX-5.

## Historique du modèle

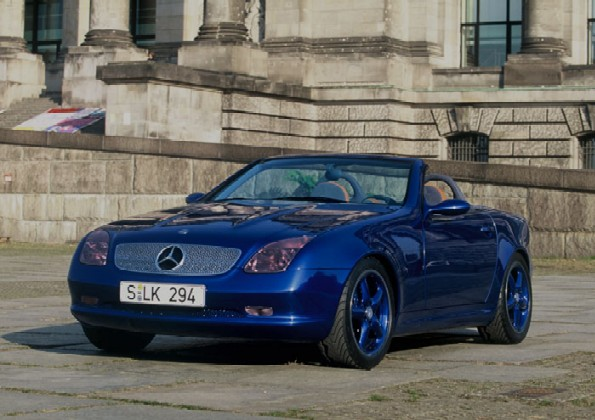
Étude SLK II de 1994.

Le roadster est techniquement basé sur la Classe C (Type 202) et dispose d’un moteur en ligne ou en V monté longitudinalement et d’une propulsion arrière. Le châssis comprend une suspension indépendante avec des roues avant à double triangle et ressorts hélicoïdaux et des roues arrière à cinq bras séparés, des freins à disque à commande hydraulique sur toutes les roues et une direction assistée à recirculation de billes. La carrosserie autoportante est en tôle d’acier.
Le véhicule a été rénové en février 2000. Mercedes-Benz a changé le look et proposait des nouveaux moteurs. Le plus petit moteur, d’une cylindrée de deux litres, a été amélioré avec un compresseur. Un moteur six cylindres était également disponible pour la première fois dans la gamme SLK. Le moteur de la SLK 320 est le moteur M 112 six cylindres en V de 3,2 litres avec trois soupapes par cylindre et double allumage connu d’autres gammes. Pour la première fois, ce moteur pouvait être sélectionné avec une boîte de vitesses manuelle. Dans toutes les autres gammes, la transmission automatique était standard. La SLK la plus puissante est la SLK 32 AMG avec 260 kW (354 ch).
Avec le lifting, le programme de stabilité électronique et la boîte de vitesses manuelle à six rapports ont été introduits de série sur tous les modèles. Des matériaux de haute qualité ont été utilisés à l’intérieur.
De l’extérieur, la SLK rénovée est reconnaissable aux seuils latéraux et aux tabliers peints de couleur carrosserie, aux clignotants dans le boîtier du rétroviseur et au verrou du coffre au milieu de la poignée encastrée.
Au printemps 2004, elle a été remplacée par la Mercedes-Benz R 171. La Chrysler Crossfire a été produite sur la base de la R 170 jusqu’à fin 2007.

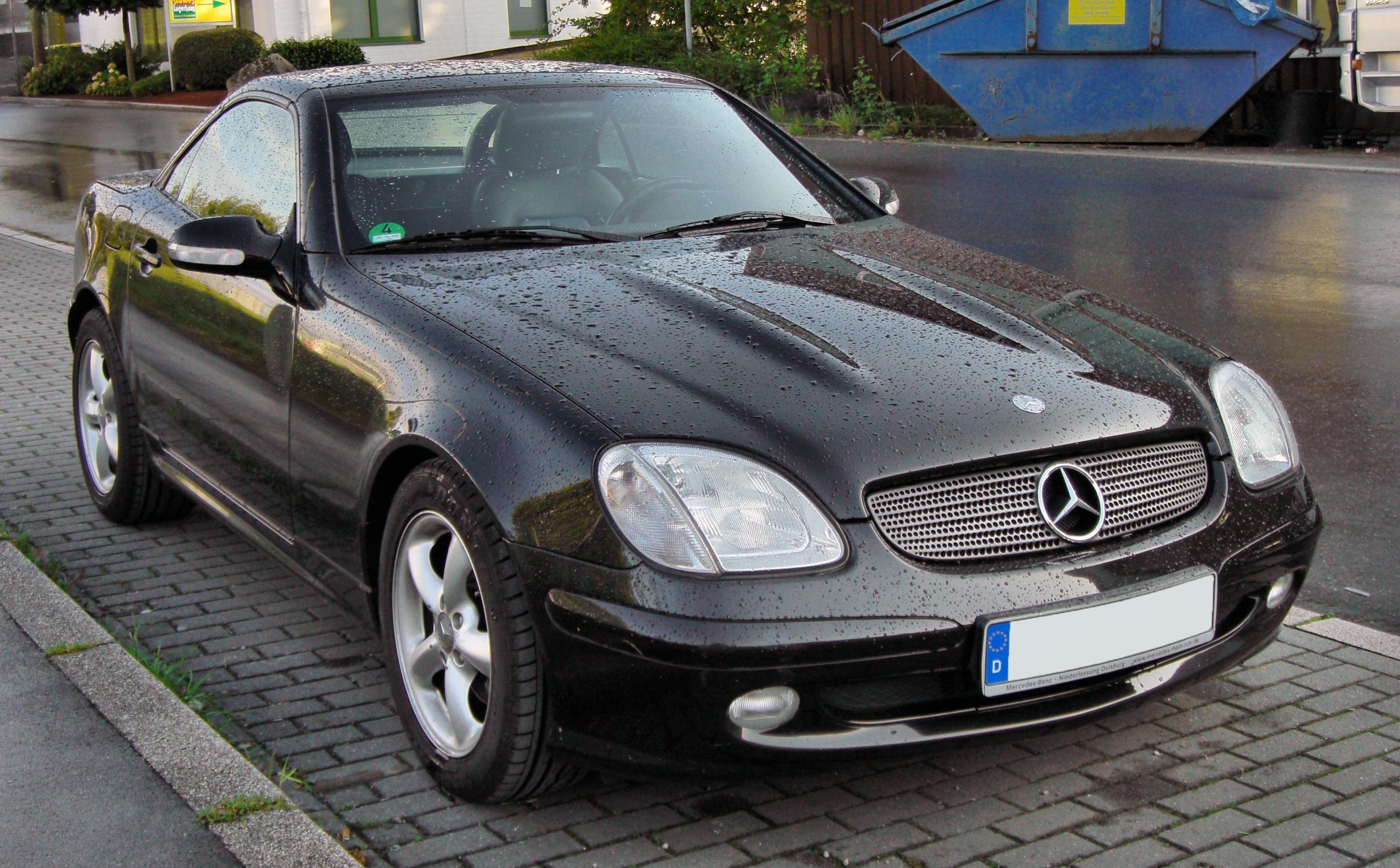
Mercedes-Benz SLK 320 (2000–2004).
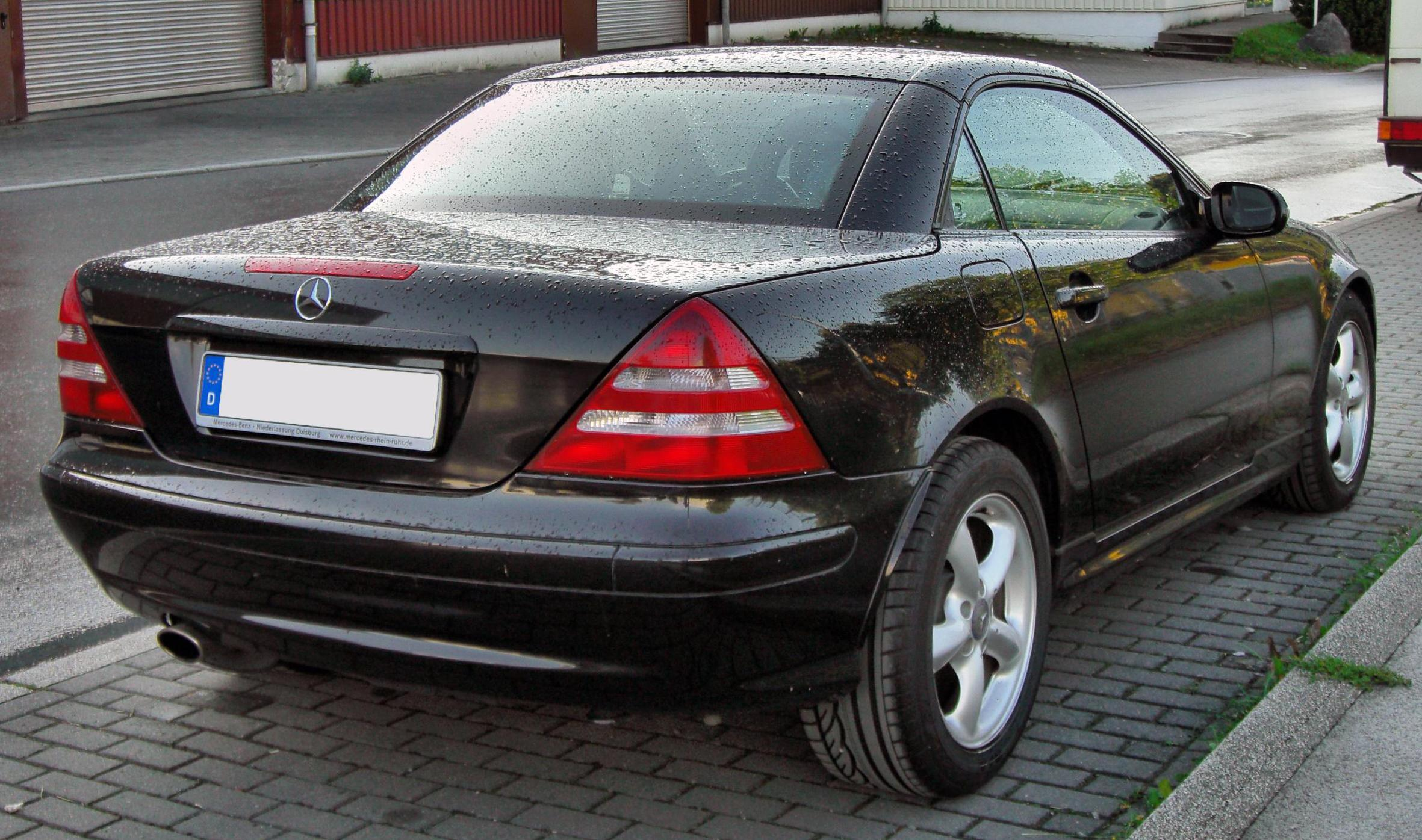
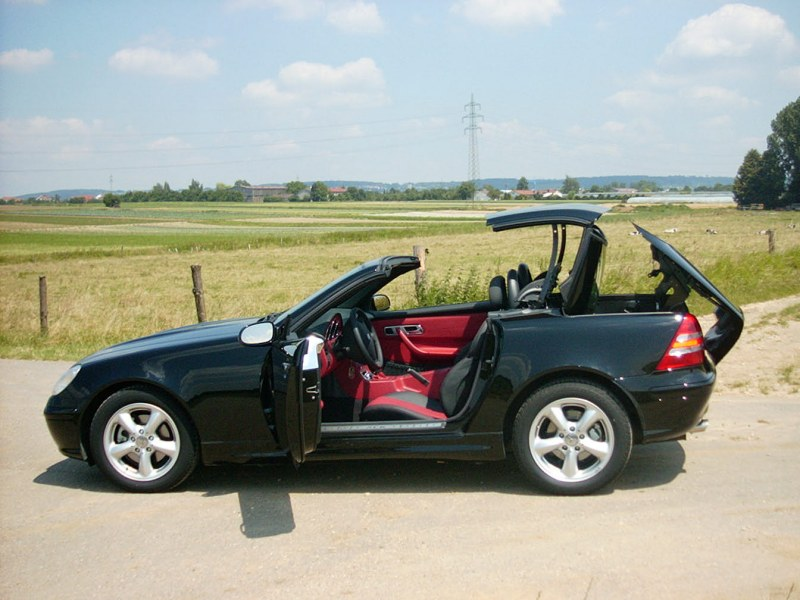
SLK avec le toit escamotable s’ouvrant.
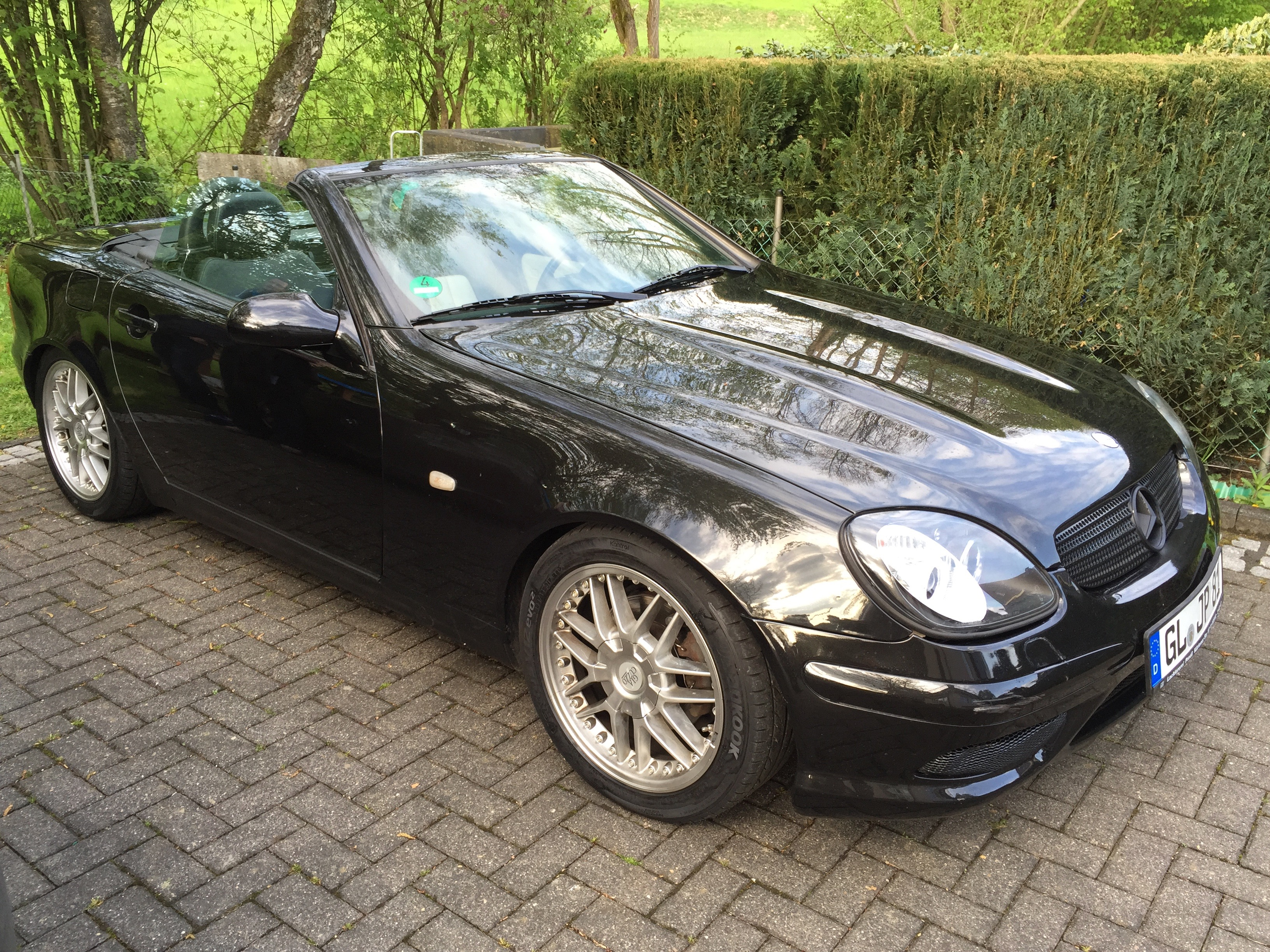
SLK ouverte (modèle de pré-lifting avec extérieur modifié individuellement tel que la calandre, les pneus et les tabliers peints).

## Vulnérabilités
Avec la R 170, il y a des problèmes qui sont typiques à la fois du fabricant et de la gamme, et ceux-ci sont discutés et documentés dans des cercles d’experts,.

### Moteur et transmission
En général, les moteurs M 111 de Mercedes-Benz (quatre cylindres en ligne) et M 112 de Mercedes-Benz (V6) sont relativement fiables. Dans le cas des moteurs quatre cylindres, malgré la transmission par chaîne duplex, il est conseillé de vérifier le calage des soupapes après environ 150 000 km et de remplacer la chaîne si nécessaire. De plus, le joint de culasse fuit souvent à des kilométrages plus élevés. Cela se traduit généralement par une perte d’eau derrière le 4e cylindre. Le moteur M 111 EVO dans les modèles reliftés a tendance à devenir huileux dans le faisceau des câbles du moteur/unité de commande du moteur en raison de l’entrée d’huile via l’aimant de réglage de l’arbre à cames (côté admission). À cette fin, Mercedes-Benz a ensuite introduit un câble d’arrêt d’huile. Le compresseur avant des moteurs M 111 est activé via un embrayage magnétique. Cela peut s’user à un kilométrage très élevé et également causer des dommages dus à un court-circuit dans l’unité de commande du moteur.
Les transmissions (automatique à 5 vitesses, manuelle à 5/6 vitesses) sont considérées comme très fiables et robustes, mais la transmission manuelle à 6 vitesses dans les modèles reliftés est souvent critiquée pour son comportement de changement de vitesse lent. Malgré le remplissage à vie des huiles prôné par Mercedes-Benz à l’époque, un changement est généralement conseillé.

### Carrosserie
Comme de nombreuses gammes de Mercedes du milieu des années 90 jusqu’à 2007 (par exemple les Mercedes-Benz Type 202, Mercedes-Benz Type 203, Mercedes-Benz Type 208, Mercedes-Benz Type 210 et Mercedes-Benz Type 211), la R 170 est également affectée par une rouille relativement importante sur les bords, en particulier lorsqu’elle est utilisée toute l’année. La rouille apparaît souvent sur les bords des passages de roue et des ailes (y compris leurs supports). Le couvercle du coffre, les portes et le capot peuvent également être affectés. Le soubassement, souvent non visible sous le joint, peut également être affecté par la rouille. Les réparations n’aident généralement que pendant un temps limité.

### Intérieur/toit escamotable
Les sièges de n’importe quel modèle ne sont pas considérés comme particulièrement confortables. Dans les modèles reliftés avec siège chauffant, le câble électrique dans le dossier se casse souvent. En général, la contrainte sur le côté extérieur du siège est également typique de la R 170.
La peinture utilisée sur n’importe quel modèle est très sensible aux dommages et devient collante. Les rayures et l’écaillage de la peinture sont typiques et inévitables. Les panneaux en plastique intégrés sont susceptibles de se fissurer et d’endommager leurs supports.
Le vérin hydraulique de déverrouillage du toit escamotable dans la zone avant près du pare-brise a tendance à fuir. Le résultat est une garniture de toit contaminée par de l’huile hydraulique.
Le passage des câbles dans le toit escamotable se trouve dans la zone de pliage entre le toit et la lunette arrière. En conséquence, les câbles sont endommagés à long terme et la fonction du toit s’arrête.

### Électronique/unités de contrôle
Les unités de contrôle sont considérées comme fiables selon les taux de défaillance généralement typiques.
L’électronique est relativement banale. Les ampoules s’usent un peu plus et les douilles de lampe corrodées à l’arrière peuvent entraîner des messages d’erreur d’éclairage.
Le contacteur de feux stop, le capteur d’accélération latérale du programme de stabilité électronique (ESP) et le module d’éclairage sont des candidats typiques aux défauts.
L’unité de relais à 5 relais (désignation du schéma de circuit "K40"), responsable de l’alimentation électrique de divers composants du moteur, a beaucoup de joints de soudure sur le dessus et entraîne des problèmes de démarrage.
L’unité de commande pneumatique du système de verrouillage centralisé sur le côté du coffre est souvent endommagée par des infiltrations d’eau dues à des drains arrière bouchés.
Le démarrage d’appoint peut provoquer des surtensions susceptibles d’endommager le combiné d’instrumentations.

### État des pièces de rechange
Certaines pièces d’origine ne sont plus disponibles ou il n’y a que des restes (augmentation de l’intérieur et des joints).